# Хай-дайвинг на чемпионате мира по водным видам спорта 2015
Соревнования по хай-дайвингу на чемпионате мира по водным видам спорта 2015 проходили с 3 по 5 августа 2015 в Казани, Россия. Соревнования прошли на реке Казанка в центре города около Казанского кремля и Дворцовой площади, где были сооружены временные вышки для хай-дайвинга (27 метров для мужчин и 20 метров для женщин).

## Результаты
Соревнования прошли в двух дисциплинах. Медали разыгрывались между мужчинами и между женщинами.
Все соревнования переведены на местное время (UTC+3).
| Дата           | Время | Стадии             |
| -------------- | ----- | ------------------ |
| 3 Августа 2015 | 14:00 | Мужчины 1-3 раунды |
| 4 Августа 2015 | 14:00 | Женщины 1-3 раунды |
| 5 Августа 2015 | 14:00 | Мужчины 4-5 раунды |

## Медальный зачёт
| Место | Страна         | Золото | Серебро | Бронза | Всего |
| ----- | -------------- | ------ | ------- | ------ | ----- |
| 1     | США            | 1      | 1       | 0      | 2     |
| 2     | Великобритания | 1      | 0       | 0      | 1     |
| 3     | Мексика        | 0      | 1       | 0      | 1     |
| 4     | Беларусь       | 0      | 0       | 1      | 1     |
| 4     | Россия         | 0      | 0       | 1      | 1     |
| всего | всего          | 2      | 2       | 2      | 6     |

| Команды | Золото                   | Золото | Серебро                 | Серебро | Бронза                   | Бронза |
| ------- | ------------------------ | ------ | ----------------------- | ------- | ------------------------ | ------ |
| Мужчины | Гэри Хант Великобритания | 629,30 | Хонатан Паредес Мексика | 596,95  | Артём Сильченко Россия   | 593,95 |
| Женщины | Рэчелл Симпсон США       | 258,70 | Сесиль Карлтон США      | 237,35  | Яна Нестерова Белоруссия | 233,10 |